# مجموعة الأمير علاء الدين البندقدار
مسجد ومدرسة وخانقا وقبة علاء الدين البندقدار أو الخانقاه البندقدارية سميت نسبة للأمير علاء الدين أيدكين بن عبد الله التركي الصالحي البندقدار الذي أنشأها قرب الجامع الطولوني بالقاهرة، عام 683هـ/1284م، وجعلها مسجداً لله ومدرسة وخانقاه ورتب فيها صوفية وقراء وكذلك قبة جعل فيها تربته وفيها دفن عام 684هـ/ 1285م.
تعتبر أول خانقاه احتوت مئذنة ومنبر لتؤدي وظيفة المسجد الخانقاه إذ شمل تخطيطها واجهة حجرية منحوتة ومدخل يعلوه عقد مزخرف ورمز الأمير المؤسس، ومن مدخله يتوصل بواسطة ممر على إلى مدخل لمنازل الصوفية، وعلى يساره يتوصل لقبة ضريحية للمؤسس وينتهي الممر إلى ساحة مفروشة بالحجر الجيري، ويمتاز إيوانها القبلي بمحاربه وأعمدته الرخام، والخانقاه من أقدم خانقاوات الدولة المملوكية بالقاهرة، والبناء مازال قائما قرب بركة الفيل في السيوفية.